# Urechinus antipodeanus
Urechinus antipodeanus is een zee-egel uit de familie Urechinidae.
De wetenschappelijke naam van de soort werd in 1974 gepubliceerd door Donald George McKnight.